# 보태
보태(普泰)는 중국 북위(北魏) 절민제(節閔帝)의 연호이다. 531년 2월에서 532년 4월까지 1년 3개월 동안 사용하였다. 531년 10월, 고환(高歡)이 원랑(元朗)을 옹립하고 중흥(中興)으로 개원하였다. 이로써 북위에는 2개의 연호가 사용되었으며 532년 4월에 절민제가 폐위되면서 보태 연호도 폐지되었다.
같은 시기에 사용된 다른 연호로는 양(梁)에서 사용한 중대통(中大通 : 529년 ~ 534년)이 있다.

## 개원
건명(建明) 2년 2월 29일(531년 4월 1일)에 보태(普泰)로 개원함.

## 연대대조표
| 보태                | 원년                | 2년        |
| 서력                | 531년               | 532년      |
| 육십간지 (六十干支) | 신해(辛亥)          | 임자(壬子) |
| 원랑 (元朗)         | 중흥(中興) 원년     | 2년        |
| 양 (梁)             | 중대통 (中大通) 3년 | 4년        |

## 삭일(1일)
| 보태 원년 (531년) | 1월             | 2월             | 3월             | 4월             | 5월             | 6월             | 7월             | 8월             | 9월             | 10월            | 11월            | 12월            |                 |
| ----------------- | --------------- | --------------- | --------------- | --------------- | --------------- | --------------- | --------------- | --------------- | --------------- | --------------- | --------------- | --------------- | --------------- |
| 삭일(음력)        | 임신일 (壬申日) | 신축일 (辛丑日) | 신미일 (辛未日) | 경자일 (庚子日) | 경오일 (庚午日) | 기해일 (己亥日) | 기사일 (己巳日) | 무술일 (戊戌日) | 무진일 (戊辰日) | 정유일 (丁酉日) | 정묘일 (丁卯日) | 병신일 (丙申日) |                 |
| 율리우스력        | 531년 2월 3일   | 3월 4일         | 4월 3일         | 5월 2일         | 6월 1일         | 6월 30일        | 7월 30일        | 8월 28일        | 9월 27일        | 10월 26일       | 11월 25일       | 12월 24일       |                 |
| 보태 2년 (532년)  | 1월             | 2월             | 3월             | 윤3월           | 4월             | 5월             | 6월             | 7월             | 8월             | 9월             | 10월            | 11월            | 12월            |
| 삭일(음력)        | 병인일 (丙寅日) | 병신일 (丙申日) | 을축일 (乙丑日) | 을미일 (乙未日) | 갑자일 (甲子日) | 갑오일 (甲午日) | 계해일 (癸亥日) | 계사일 (癸巳日) | 임술일 (壬戌日) | 임진일 (壬辰日) | 신유일 (辛酉日) | 신묘일 (辛卯日) | 경신일 (庚申日) |
| 율리우스력        | 532년 1월 23일  | 2월 22일        | 3월 22일        | 4월 21일        | 5월 20일        | 6월 19일        | 7월 18일        | 8월 17일        | 9월 15일        | 10월 15일       | 11월 13일       | 12월 13일       | 533년 1월 11일  |

## 같이 보기
- 중국의 연호

| 이전 연호 건명(建明) | 중국의 연호 북위(北魏) | 다음 연호 중흥(中興) |